# Гемеронім
Гемеронім (від грец. ήμέρα — «день, доба» і όνομα – «ім'я, назва») — вид ідеонімів, власна назва на позначення різних засобів масової інформації, зокрема газет, журналів, телевізійних програм, радіопередач тощо.

## Типи гемеронімів
До складу гемеронімів входять такі класи номінацій:
- пресоніми (від франц. presse — «преса») — власні назви періодичних друкованих видань (наприклад, газета «Високий замок», журнал «Український тиждень»).
- електроніми (від грец. ēlektron — «бурштин») — власні назви електронних засобів масової інформації (наприклад, радіопередача «Загадки мови», телепрограма «Невигадані історії»).